# Clinocera stackelbergi
Clinocera stackelbergi är en tvåvingeart som först beskrevs av Vaillant 1960.  Clinocera stackelbergi ingår i släktet Clinocera och familjen dansflugor. Inga underarter finns listade i Catalogue of Life.